# Liste der Wiener Parks und Gartenanlagen/Landstraße
Diese Liste umfasst jene Parks und Gartenanlagen, die sich im 3. Wiener Gemeindebezirk Landstraße befinden und einen Namen tragen:
| Name                                    | Bild | Standort                                                  | Jahr der Errichtung                             | Benannt nach                                                                                               | Fläche in m²                | Bauten | Kunstobjekte | Naturdenkmäler       | Anmerkungen |
| --------------------------------------- | ---- | --------------------------------------------------------- | ----------------------------------------------- | --- | --------------------------- | --- | --- | -------------------- | --- |
| Alma-Mahler-Werfel-Park                 |      | Juchgasse Koordinaten                                     | 2008 (Benennung)                                | Alma Mahler-Werfel                                                                                         | 1.240                       | | |                      | |
| Arenbergpark                            |      | Dannebergplatz Koordinaten                                | 1907 hervorgegangen aus dem Palaisgarten (1785) | Palais Arenberg                                                                                            | 31.500                      | Gartenpavillon (1785), Zwei Flaktürme (1943) | Pultartiger Gedenkstein für Robert Danneberg |                      | Bauten unter Schutz |
| Belvederegarten                         |      | Prinz-Eugen-Straße Koordinaten                            | 1725                                            | Bel vedere – ital. für „Schöne Aussicht“ (wird bei diesem Namen allerdings französisierend ausgesprochen)  | 130.000                     | Unteres und Oberes Belvedere (Hildebrandt, 1716 bzw. 1723), Orangerie (schließt an das Untere Belvedere an), einige Nebengebäude, Stöckeln und Bediententrakte, Ummauerung mit Portalen | Zwölf Brunnenanlagen, Götter- und Musenfiguren (Stanetti), Allegorische Figuren des Feuers und Wassers (ders.), Sphingen, Nischenstatuen im Halbrund der ehm. Menagerie (alle 1. Hälfte 18. Jhdts.), Monate symbolisierende Putti (1852), Vasen |                      | Gesamtanlage unter Schutz Anlage der Österreichischen Bundesgärten |
| Bock-Park                               |      | Fiakerplatz Koordinaten                                   | 2008 (Benennung)                                | Sofie (geb. 1872) und Josefine-Katharina Bock (geb. 1901), beide deportiert und in Maly Trostenez ermordet | 3.170                       | Pergola am zentralen Rundplatz | Fiaker-Denkmal (Müllner, 1937) |                      | |
| Botanischer Garten der Universität Wien |      | Jacquingasse Koordinaten                                  | 1754                                            | | 80.000                      | | |                      | |
| Czapkapark                              |      | zwischen Czapkagasse und Geusaugasse Koordinaten          |                                                 | Ignaz Czapka                                                                                               | 2.790                       | | |                      | |
| Friedrich-Gulda-Park                    |      | Ida-Pfeiffer-Weg Koordinaten                              | 2008 (Benennung)                                | Friedrich Gulda                                                                                            | 1.400                       | | Gulda-Denkmal (Anvidalfarei, 2011) |                      | |
| Grete-Jost-Park                         |      | zwischen Rasumofskygasse und Erdbergstraße Koordinaten    | 1991                                            | Grete Jost                                                                                                 | 1.500                       | | |                      | |
| Hans-Pemmer-Park                        |      | zwischen Seippgasse und Sankt Marxer Friedhof Koordinaten | 2016 (Benennung)                                | Hans Pemmer                                                                                                | 15.200                      | | |                      | |
| Haubenstock-Ramati-Park                 |      | Sebastianplatz Koordinaten                                | 2019 (Benennung)                                | Roman Haubenstock-Ramati                                                                                   | 1.880                       | | |                      | |
| Herrmannpark                            |      | Dampfschiffstraße Koordinaten                             |                                                 | Emanuel Herrmann                                                                                           | 3.300                       | Strandbar | |                      | Wird größtenteils von der Strandbar Herrmann eingenommen |
| Ida-Bohatta-Park                        |      | Kolonitzplatz Koordinaten                                 | 2020 (Benennung)                                | Ida Bohatta                                                                                                |                             | Ein Brunnen | |                      | Begrünte Platzfläche rund um die Kirche St. Othmar |
| Ilija-Jovanović-Park                    |      | Wildgansplatz Koordinaten                                 | 2016 (Benennung)                                | Ilija Jovanović (1950–2010), Lyriker, Mitbegründer und Obmann des Romano Centro                            | 2.000                       | | Kunststeinplastik Flamme von Marie Strasser |                      | |
| Joe-Zawinul-Park                        |      | Klopsteinplatz Koordinaten                                | 2009                                            | Joe Zawinul                                                                                                | 2.000                       | | Gedenkstein für Zawinul |                      | Der ehemalige Klopsteinpark wurde 2008/2009 erweitert und umbenannt |
| Josef-Pfeiffer-Park                     |      | Landstraßer Hauptstraße Koordinaten                       | 1990                                            | Josef Pfeiffer (1887–1971), Bezirksvorsteher                                                               | 630                         | | |                      | Gemeinsam mit dem ebenfalls nach Pfeiffer benannten Gemeindebau errichtet |
| Kardinal-Nagl-Park                      |      | Kardinal-Nagl-Platz Koordinaten                           | 1991 (Benennung)                                | Franz Xaver Nagl                                                                                           | 7.500                       | | Kinderfreibad (1951), Öffentliche Bedürfnisanstalt |                      | |
| Leonie-Rysanek-Park                     |      | Drorygasse Koordinaten                                    | 2020                                            | Leonie Rysanek                                                                                             |                             | | Brunnenbecken |                      | |
| Leon-Zelman-Park                        |      | Gelände des ehemaligen Aspangbahnhofs Koordinaten         | 2013                                            | Leon Zelman                                                                                                | 25.000                      | | Gedenkstein für die Opfer der Deportation |                      | |
| Modenapark                              |      | Am Modenapark Koordinaten                                 | 1812                                            | Maria Beatrice d’Este von Modena                                                                           | 8.000                       | | Plastik „Scherzogruppe“ (Müllner, 1915, 1948 hierher verlegt) |                      | Plastik unter Schutz |
| Pauluspark                              |      | Paulusplatz Koordinaten                                   | 1991 (Benennung)                                | Petrus und Paulus: Patrozinium der Erdberger Pfarrkirche                                                   | 5.000                       | | |                      | |
| Robert-Hochner-Park                     |      | Neu-Marx Koordinaten                                      | 2009                                            | Robert Hochner                                                                                             | 3.200                       | | |                      | |
| Rochuspark                              |      | Hainburger Straße Koordinaten                             | 1991                                            | Rochus und Sebastian: Patrozinium der Rochuskirche                                                         | 3.500                       | | |                      | Bei einem der Ausgänge der U-Bahn-Station Rochusgasse |
| Sankt Marxer Friedhof                   |      | Leberstraße Koordinaten                                   | 1784                                            | Sankt Marx                                                                                                 | 60.000                      | Umfassungsmauer mit Portal | Zahlreiche Gräber, Grabdenkmal am mutmaßlichen Begräbnisort von Wolfgang Amadeus Mozart (Josephu-Drouot, 1950) |                      | Gesamtanlage unter Schutz |
| Schwarzenberggarten                     |      | Schwarzenbergplatz Koordinaten                            | 1697                                            | das zugehörige Palais Schwarzenberg                                                                        | 35.000                      | | Zahlreiche Gartenskulpturen (Vasen, Brunnenfiguren, Jahreszeitenallegorien, sechs Raptusgruppen) (Mattielli) | 506 (Mammutbaum)     | Gemeinsam mit dem Palais unter Schutz, auf absehbare Zeit nicht öffentlich zugänglich |
| Schweizergarten                         |      | Landstraßer Gürtel Koordinaten                            | 1904                                            | der Schweiz als Dank für ihre Hilfe nach dem Ersten Weltkrieg, bis 1919 Maria-Josefa-Park                  | 165.000                     | 21er Haus (Schwanzer, 1958), Kinderfreibad (1923), Rest des Linienwalls | Denkmäler für Rudolf Steiner (1981) und Frédéric Chopin (La note bleue, Bednarski 2011). Staatsgründungsdenkmal (Deutsch, 1966), Skulpturen Ikarus (Walenta), Rostige Wand (Grenzen), Elefant                                                   |                      | 21er Haus unter Schutz, Rest des Linienwalls unter Schutz |
| Stadtpark                               |      | Am Heumarkt Koordinaten                                   | 1862                                            | | 95.930 (gesamte Parkfläche) | U-Bahn-Station Stadtpark (Wagner, 1899), ehemalige Meierei (Ohmann, Hackhofer, 1903), Stadtgartenamt mit Nebengebäuden (Bittner, 1907), Kindergarten (Kohlbauer, 2013)                  | Labetrunk-Brunnen (Josephu-Drouot, 1909), Sebastian-Kneipp-Brunnen (Wollek, 1912), Objekt „Stage Set“ von Donald Judd, Kiwanis-Mosaikpfeiler |                      | Gesamtanlage unter Schutz. Größtenteils im 1. Bezirk gelegen (siehe die Liste des 1. Bezirks, dort sind auch die in diesem Teil gelegenen Bauten und Kunstobjekte aufgeführt). Historisch auch Kinderpark genannt. |
| Erdberger Stadtwildnis                  |      | Baumgasse Koordinaten                                     |                                                 | | 20.860                      | Rest des Linienwalls | | 752 (Donauprallhang) | Kein gärtnerisch gepflegter Park, sondern eine ökologische Entwicklungszone; Rest des Linienwalls unter Schutz |
| Waisenhauspark                          |      | zwischen Rennweg und Landstraßer Hauptstraße Koordinaten  | 2008                                            | dem Waisenhaus am Rennweg                                                                                  | 5.270                       | Reithalle der ehemaligen Rennweger Kaserne (Siccardsburg, van der Nüll, 1854) | |                      | Reithalle unter Schutz |
| Ziakpark                                |      | Gelände des ehemaligen Aspangbahnhofs Koordinaten         | 2013                                            | Karl Ziak (1902–1987), Schriftsteller und Volksbildner                                                     | 4.000                       | | |                      | |